# Cancionero

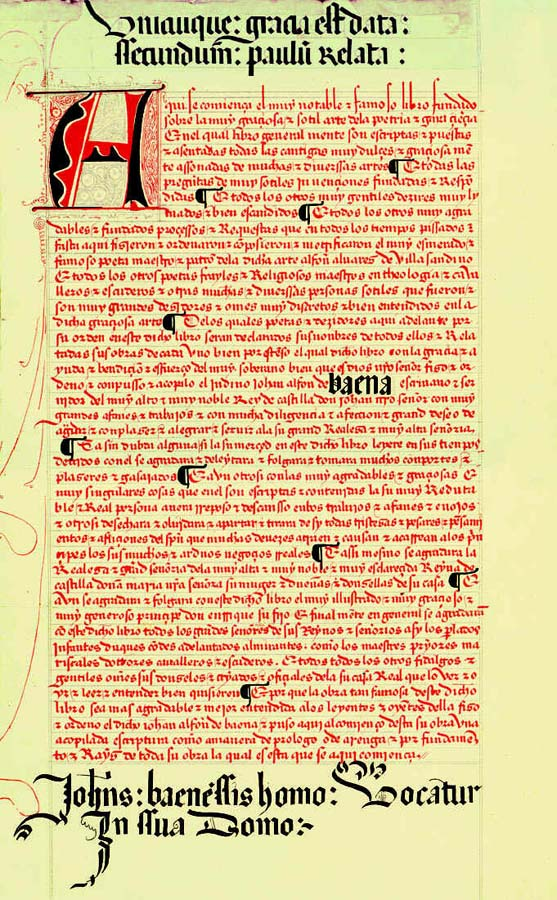
Erste Seite des Cancionero de Baena

Ein Cancionero (spanisch) bzw. Cancioneiro (galicisch-portugiesisch) bzw. Cançoner (katalanisch-okzitanisch) ist in der Dichtung der iberischen Halbinsel allgemein eine Liedersammlung oder eine Sammlung von Gedichten mehrerer Autoren oder auch eines einzelnen Autors (zum Beispiel der Cancionero des Jorge de Montemayor von 1561) und insbesondere die entsprechenden erhaltenen mittelalterlichen Liedhandschriften. Anders als vergleichbare Sammlungen in Frankreich (Chansonnier) und Italien (Canzoniere) enthalten diese Handschriften keine musikalische Notation.
Bekannte Handschriften sind:
- Cancioneiro da Ajuda: 310 Gedichte, hauptsächlich cantigas de amor ohne Angabe von Autoren; Ende des 13. Jahrhunderts in Portugal entstanden; enthält ein cantiga de amigo von Pai Soares de Taverió, das auf 1189 datierbar ist; heute in der Biblioteca da Ajuda in Lissabon
- Cancioneiro da Vaticana: 1205 Gedichte unterschiedlicher Autoren; Ende des 15. Jahrhunderts in Italien zusammengestellt und 1840 wiederentdeckt, heute Kodex 4803 der Vatikanischen Bibliothek
- Cancioneiro da Biblioteca Nacional: Ende des 15. Jahrhunderts in Italien kopierte Handschrift, die 1878 in der Bibliothek des Grafen Paolo Brancuti di Cagli gefunden wurde (daher auch Cancionero Colocci-Brancuti); gilt als die bedeutendste galicisch-portugiesischen Sammlung und umfasst 1647 Kompositionen und einen Traktat; heute in der Biblioteca Nacional de Portugal in Lissabon
- Cancionero de Stúñiga: rund 2000 Lieder von 300 meist galicisch-portugiesischen Dichter aus der Zeit zwischen 1250 und 1350
- Cancionero de Baena: 385 vorwiegend kastilische Lieder des 14. und 15. Jahrhunderts, zusammengestellt von Juan Alfonso de Baena

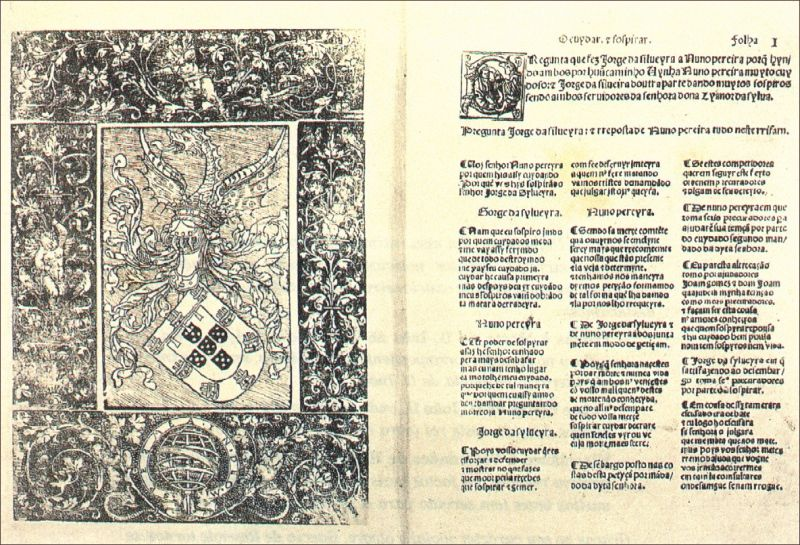
Titelvorsatz und erste Seite des Cancioneiro Geral

Bei den genannten Cancioneros handelt es sich um Liederhandschriften, die meist im Besitz von Adeligen waren. Ab Beginn des 16. Jahrhunderts begannen auch Cancioneros im Druck zu erscheinen, beispielsweise:
- Cancionero general (1511) von Hernando del Castillo: 1056 Gedichte von 239 namentlich bekannten und zahlreichen anonymen Autoren
- Cancioneiro Geral (1516) von Garcia de Resende; fast 1000 Dichtungen von 289 Verfassern aus der Zeit von 1449 bis 1516 in galicisch-portugiesischer und kastilischer Sprache
- Cancionero de obras de burlas provocantes a risa (1519): Sammlung von Spottgedichten und derb-erotischen Liedern; erweiterte Fassung des letzten Teiles des Cancionero general

Will man die Begriffe Cancionero bzw. Cancioneiro differenziert verwenden, so bezieht sich Cancioneiro auf die ab Ende des 12. Jahrhunderts entstehenden Sammlungen  galicisch-portugiesischer Lieddichtung. Diese Lieder (Cantigas) wurden thematisch unterschieden in:
- cantigas de amigo (Freundeslieder)
- cantigas de amor (Liebeslieder)
- cantigas de escárnio (Verssatiren)
- cantigas de maldizer (Invektiven und Schmählieder)
- cantigas de Santa Maria (Marienlieder)

Cancionero dagegen meint meist die in der Zeit von etwa 1360 bis 1520 entstandenen Sammlungen in kastilischer Sprache, insbesondere gilt das stets für die Gattungsbegriffe poesía de cancionero und poesía cancioneril. Der Korpus dieser höfischen Lieddichtung umfasst etwa 2000 Gedichte von etwa 500 namentlich bekannten Autoren, zu denen sämtliche der bedeutenden kastilischen Dichtern des 15. Jahrhunderts gehören, namentlich Francisco Imperial, Iñigo López de Mendoza, Fernán Pérez de Guzmán, Juan de Mena, Gómez Manrique, Jorge Manrique, Íñigo de Mendoza und Garci Sánchez de Badajoz, außerdem auch einige eher als Autoren von Prosa bekannte Dichter, etwa Juan Rodríguez del Padrón, Diego de Valera, Alfonso de la Torre und Diego de San Pedro.